# Soledad de Graciano Sánchez
Soledad de Graciano Sánchez es una ciudad ubicada en el estado de San Luis Potosí (México). Es cabecera del municipio de Soledad de Graciano Sánchez. Su población en 2020 fue de 310,192 habitantes. Es parte de la Zona metropolitana de San Luis Potosí.

## Toponimia
El sitio donde ahora se asienta la ciudad de Soledad de Graciano Sánchez era conocido desde la antigüedad con el nombre de “Los Ranchos”, y los primitivos de ese lugar construyeron una ermita para venerar a la Virgen de la Soledad. Debido a esto se le llamó después “Paraje y Puesto de los Ranchos de Nuestra Señora de la Soledad”, esto fue por el año 1758.

## Historia
Con fecha 8 de noviembre de 1827 se conoce ya como “Villa de la Soledad”. El general Carlos Diez Gutiérrez promovió para que el nombre de Villa de la Soledad se cambiara por “Soledad Diez Gutiérrez” en el decreto Núm. 2 del 23 de septiembre de 1885, nombre que se conservó más de un siglo. Posteriormente el Congreso del Estado dictó su decreto del 18 de diciembre de 1988 por el cual se le cambió el nombre a este municipio por el de “Soledad de Graciano Sánchez” honrando así la memoria del nativo de este lugar quien se distinguió por su constante lucha, toda su vida, en favor de la clase campesina de todo el país
El sitio donde ahora se asienta la ciudad de Soledad de Graciano Sánchez era conocido desde muy antiguo con el nombre de “Los Ranchos” en razón de que allí existían dispersos los ranchos que se habían formado desde algunos de los auges del mineral del Cerro de San Pedro y desde entonces solo se le llamó así y no tenía otro nombre; en aquella época los vecinos habían construido una simple ermita a la Virgen de la Soledad que fue la primitiva imagen de su culto.
Precisamente a esto se debió el que a este lugar se le llamara después “Paraje y Puesto de los Ranchos de Nuestra Señora de la Soledad” y así lo menciona con este nombre Juan García, indio vecino de ese lugar en un escrito que presentó el 3 de agosto de 1758. El promovente Juan García pidió en concreto que se le recibiera una información de testigos sobre los linderos, ubicaciones y tierras de dicho “Puesto de los Ranchos y sus adyacentes”. Según el interrogatorio, que en parte se transcribe, las tierras de que se trata son como sigue:
“Gozándolos nosotros desde la hacienda que llaman de Miranda para la parte del Norte por el camino del Peñasco hasta el redondel siguiendo línea recta por todo el camino pasando por el Cerro Pelón, hasta confinar con el puertecito de Manga Larga, Charco de la Tapona y Camino de la Cabra”.
Es importante hacer notar que este municipio era el lugar de tránsito a las minas del Cerro de San Pedro y en él se habían establecido gentes de diversa procedencia; que se ocupaban en el transporte de los metales y en proveer de leña y agua a los mineros.
Su desordenada aglomeración con sus muladas, formando ranchos, dio origen al nombre de rancheros, con que los designaban.
También se deja ver por el escrito e interrogatorio formulado por Juan García que desde 1758 los vecinos de ese lugar afirmaban que habían gozado de esas tierras lo que acreditaban para que constara su derecho que ahí tenían, seguramente temiendo alguna invasión o despojo de ellas. Existe otro escrito con fecha diez años anterior al de Juan García que dice lo siguiente: “En escrito presentado por los vecinos de Soledad de los Ranchos al virrey Güemes y Horcasitas en octubre de 1748, quejabanse de los hacendados circunvecinos que los molestaban y pedían se les amparase en su posesión. Con fecha 15. . . del mismo año el Virrey acordó de conformidad previniendo al alcalde los amparasen”.
Lo anterior nos deja ver que los vecinos de Soledad de los Ranchos defendían tenazmente su derecho desde 1748, que había hacendados que los molestaban, no sabemos quienes y que hasta el Virrey Horcasitas le previno al alcalde mayor de San Luis, luego entonces si fueron amparados desde esa fecha. Pero hasta aquí las dificultades que sufrían los de Soledad eran tan solo la defensa de sus tierras, que aunque fueran eriazas y desiertas despertaban la codicia de los Hacendados limítrofes.
Esta situación para los vecinos de Soledad pareció cambiar hasta veinte años después. En 1767 se suscitaron los tremendos motines de habitantes de otros pueblos de la alcaldía mayor de San Luis quienes reclamaron en forma violenta los abusos que sufrían. Esto fue un levantamiento social que reveló el odio que se tenía hacia los españoles.
La ciudad de San Luis Potosí se vio invadida tumultuariamente en mayo de 1767 por una multitud de la que se dijo era la plebe de varios pueblos en efervescencia, la sedición cundía, venían de San Nicolás del Armadillo, Cerro de San Pedro, del Venado, Salinas, Charcas, Sierra de Pinos, La Hedionda “Hoy Ciudad Moctezuma”, Santa María del Río y a estos revoltosos se les unieron algunos de los pueblos circunvecinos de la ciudad de San Luis, como fueron los de Pozos, Tequisquiapan, Santiago, Tlaxcalilla, El Montecillo, San Vicente, San Sebastián y, desde luego algunos de la Soledad de los Ranchos.
Estos motines de gran alboroto y concurso de gentes a quienes se les llamó entonces como “Los Serranos”, causaron graves daños a la ciudad, echaron fuera a los presos de la cárcel, destruyeron las casas reales, apedrearon las casas del alcalde mayor y de otras autoridades, saquearon las de algunos vecinos y cometieron otros excesos y han pasado a la historia local con el nombre de “Los Tumultos”.
Vino a aplacar a los sublevados el visitador don José de Gálvez en julio de 1767 con fuerza suficiente a la que se le unió la de las haciendas inmediatas del Peñasco y del Jaral. Fueron presos los principales cabecillas y sus cómplices a quienes se les formó juicios sumarios y las sentencias dictadas ordenaron que fueran ahorcadas 32 personas y fueron desterradas 33, condenadas a presidio perpetuo 109, a diez años de cárcel 21 personas, a ocho años 116, a seis años 22 y a galeras una persona.
También fueron condenados los pueblos de donde procedían los sublevados. Se acumuló la sumaria contra los ranchos de Soledad y Concepción en las que se comprendieron muchos reos del Cerro de San Pedro, de San Nicolás del Armadillo y de otros lugares y barrios de la ciudad. Esta sentencia la dictó, por comisión, don Fernando de Torrija y Leri el 3 de octubre de 1767, ordenando penas y castigos, privando a sus habitantes de que pudieran tener flechas y otras armas blancas o de fuego, so pena de la vida. Los indios no podrían andar a caballo ni usar trajes de españoles, ni llevar largo el cabello sino puesto en balcarrota y con tilma, bajo pena de cien azotes y un mes de cárcel por la primera contravención y perpetuo destierro por la reincidencia.
También condenó a los naturales de los Ranchos a que por semanas y por turnos vinieran a trabajar en las obras públicas de las casas reales y cárcel que se abrían de construir.
El visitador José de Gálvez yendo al origen de estas conmociones reconoció que ellas derivaban de la carencia de tierras.
Después se dijo que el visitador Gálvez comisionó al Teniente de Alcalde mayor don Agustín de Zubialdea para que le señalara tierras a los rancheros de Soledad, para que hicieran sus casas y que congregara a sus habitantes en el sitio de la ermita, dando a cada vecino un solar de 50 varas de frente y otras tantas de fondo. Y que, en la circunferencia debería de marcar una legua de tierra que dividiría en porciones iguales, correspondientes al número de pobladores para que cada uno tuviera la suya, en el paraje donde por suerte le tocara o se conviniera.
Se ordenó también que era de suma importancia y absoluta necesidad de reducir a pueblo las 350 familias que hasta entonces ahí habían vivido sin gobierno ni orden. Y que sobre la forma de la nueva población dispuso que sus calles se tirasen a cordel, desmontando el camino a esta ciudad de San Luis Potosí en el ámbito de 40 varas por ambos lados.
Así fue como la primitiva congregación de Soledad de los Ranchos tuvo categoría política de ser pueblo, situación que conservó hasta que tuvo Ayuntamiento.
Cuando se inició la insurrección iniciada por el cura Miguel Hidalgo en Dolores, la provincia potosina sufrió una gran conmoción por los hechos que aquí se registraron, sin embargo no fue perturbada la paz en Soledad de los Ranchos, prueba de ello es que por entonces ahí solo se pensaba en erigir la iglesia que se comenzó a construir en julio de 1812 a instancia de los señores Pablo Ignacio Anguiano e Ignacio Herrera, vecinos de la Villa.- La construcción se comenzó bajo la dirección de los presbíteros Juan Francisco Aguilar y don Joaquín Zarate. Al poco tiempo de iniciadas las obras hubieron de suspenderse por distintos motivos, habiéndolas continuado el señor presbítero don Pedro Ollaga, vicario de esa villa quedando concluidos en su época los cuatro arcos de la nave y parte de la torre, las obras se volvieron a paralizar con motivo de que el señor Ollaga fue separado de su vicaria hasta el año de 1841 se iniciaron nuevamente los trabajos bajo la dirección del presbítero don José Crescencio Rodríguez, quien logra concluir el templo cuya dedicación tuvo lugar el domingo 6 de abril de 1856, oficiando en ella el señor Obispo de San Luis Potosí don Pedro Barajas.
No sabemos siquiera el año en que el pueblo de Soledad de los Ranchos comenzó a tener Ayuntamiento. Sospechamos que este privilegio se lo concedió el intendente de San Luis Potosí don Bruno Díaz de Salsero porque él podía usar de esa facultad que le concedía el artículo 11 de la Real Ordenanza de Intendentes y en uso de ella si se lo concedió a los pueblos de Catorce, Charcas y Matehuala en enero de 1793, lo que sí nos consta es que Soledad de los Ranchos ya tenía Ayuntamiento en el año de 1820, lo dice y lo pregona todavía un interesante monumento erigido en el jardín de la plaza de Armas de Soledad de Graciano Sánchez. Pero no tenía categoría de Villa. Esta situación guardaba seguramente algunas otras poblaciones del ahora estado de San Luis Potosí. Por ello fue que la legislatura del Estado dictó su decreto N.º 60 de fecha 5 de octubre de 1827 por medio del cual, en su artículo 2 ordenó que las cabeceras de Departamento y Partido se denominarían ciudades y que en donde residiera el Ayuntamiento se le llamaría villa.
En esta última condición se encontraba el pueblo de Soledad de los Ranchos. 
Así fue como, en virtud de este decreto el pueblo de la Soledad de los Ranchos fue elevado a la categoría de villa, cuya denominación aparece por primera vez con fecha 8 de noviembre de 1827 en la foja 98 del libro de acuerdos de su Ayuntamiento.
De la década de los años treinta del siglo pasado es el cementerio de Soledad, puesto que los más antiguos sepulcros que allí se encuentran son de aquella década y demuestran lo que pudieron ser los antiguos cementerios de San Luis Potosí.
El 14 de enero de 1847 empezaron a salir de San Luis Potosí hacia el norte las brigadas de caballería e infantería que aquí se habían reunido para ir a combatir al ejército estadounidense que había invadido el país en Matamoros y en Monterrey; eran más de trece mil hombres de infantería divididos en batallones más de cuatro mil de caballería en 34 escuadrones y el tren de artillería servido por 413 artilleros.
El ejército mexicano así paso por Soledad de los Ranchos y esta población vio primero el desfile, a mediados de enero, de las brigadas de caballería de los generales José Vicente Miñón, Andrade, Juvera y Torrejón que se iban a situar en Cedral, Venado y la hacienda de Bocas.
Dos semanas después, el día 28 de enero, los vecinos de Soledad presenciaron el paso de los trenes de la artillería, material de guerra y algunos batallones y durante los días 29 de enero y 1 de febrero otras brigadas de infantería rezagadas. El día 2 de febrero pasó el General don Antonio López de Santa Anna con todo su Estado Mayor. 
Las columnas del ejército se detenían en la Villa de Soledad poco tiempo pues no se sabía si parte de las tropas marcharía hacia Tampico que ya estaba en poder de los americanos; otras veces solo acampaban en la Villa algunas pocas horas para reorganizarse y después salía la formación hacia el norte.
Parte de aquel ejército regresó a San Luis después de los combates de la Angostura y la hacienda de Aguanueva que tuvieron lugar a fines de febrero de 1847 pues se había dado la orden de replegarse a la ciudad de San Luis Potosí.
En 1853 la Villa de Soledad contaba con una población de 6426 habitantes según se publicó en el periódico potosino La Reforma.
En el periodo de la guerra de Reforma, Soledad se vio materialmente invadido por muchísimas familias, que radicadas en la ciudad de San Luis Potosí habían ido a Soledad huyendo de los combates que se suponían habrían de registrar en esta capital, en los años 1858,1859,1860 puede decirse que por entonces Soledad aumentó su población, vivió años de prosperidad económica que se prolongaron hasta después, así que Soledad no sufrió los horrores de la guerra, por el contrario, hubo tranquilidad y beneficio social.
En el año de 1878 había en el municipio de Soledad las siguientes congregaciones: Concepción, Cerro Prieto, San José del Barro, Huizache, y por cuanto a las haciendas se mencionó a Pozo de Luna, Santa Anna, Laguna Seca, y los ranchos eran: La Cruz, Pescadores, Rancho de los Adobes, Jaralito, Ranchito de Don Zeferino, Ranchito de Don Amado, La Barranca, Rancho de Álvarez y el Rancho de Espinoza.
La primera línea de tranvías que tuvo la ciudad de San Luis Potosí era un servicio suburbano pues unía a esta capital con la vecina Villa de Soledad. Según nota que aparece en el periódico La Unión Democrática del 31 de marzo de 1880 se describen los actos de inauguración de este ramal de la vía férrea que se había emprendido al Puerto de Tampico.
La Compañía Limitada de Tranvías hizo después nuevo trazo y localización de la vía primitivamente usada y la puso en servicio el 25 de marzo de 1888, esta línea fue concesionada al Sr. Matías Hernández Soberón que la traspaso posteriormente al Sr. José A. Domínguez. Este señor no atendió al servicio convenientemente y fueron frecuentes las quejas presentadas. En 1912 José A. Domínguez vendió a una Compañía inglesa la concesión, siendo el Sr. J.I.Cornish, Presidente de esa nueva compañía llamada “Compañía Limitada de Tranvías, S.A.”
Al comenzar el servicio de los camiones de pasajeros en la ciudad de San Luis Potosí, esto representó una dura y creciente competencia para los tranvías, declarándose en quiebra estos últimos en marzo de 1932 y se suspendió el servicio el día 31 de ese mes y año.
El 18 de abril de 1885 asumió la magistratura del Estado el general Carlos Diez Gutiérrez, él quiso significar el apellido de su prominente familia y por ello promovió para que el Congreso del Estado dictara su decreto N.º 2 del 23 de septiembre de 1885, por medio del cual se ordenó que el municipio de Soledad de los Ranchos cambiara de nombre para llamarse en lo sucesivo Soledad Diez Gutiérrez, nombre que conservó más de un siglo.
En 1910 se encendió la Revolución en todo el país; hubo hechos violentos en la capital del Estado, pero Soledad Diez Gutiérrez no sufrió ningún atropello no obstante que por ahí pasaron algunos cabecillas sin causar ningún daño a la población. 
En algunas ocasiones estuvo en Soledad el general Alberto Carrera Torres con su fuerza armada y por breves días ahí estableció su cuartel general, sin embargo siempre tenía su despacho particular en el campanario de la iglesia seguramente porque desde su altura podía vigilar los movimientos del enemigo.
Se registra una sola acción de armas en el municipio de Soledad Diez Gutiérrez poco antes del 11 de junio de 1914. Las tropas del general Carrera Torres sostuvieron un combate contra los jefes federales huertistas Benjamín Argumedo y Antonio Rojas en la hacienda de la Tinaja, ubicada en ese municipio al norte de la Villa de Soledad. Los huertistas resultaron completamente derrotados, sin embargo Carrera Torres no pudo perseguirlos por obediencia al plan general del Jefe general Pablo González quien se proponía entrar a San Luis por el norte y al mismo tiempo la columna a las órdenes del general Jesús Carranza, hermano de don Venustiano entraría por el este procedente de Tampico y ya estaba en Cerritos, S.L.P.
El teléfono llegó a Soledad Diez Gutiérrez hasta el año de 1921 por entonces solo había ahí dos aparatos: uno en la Presidencia municipal y el otro en el domicilio del Sr. Camilo Campos Meza.
Se debe al Profr. Graciano Sánchez el inestimable beneficio de reglamentar el aprovechamiento de las aguas negras de San Luis Potosí para la fertilización de buena parte de los terrenos antes estériles y ahora productivos al sur del municipio de Soledad. Fue el primero que tuvo la idea de organizar una sociedad por acciones con el objeto de que se ordenara convenientemente de una manera justa y racional el uso y aprovechamiento de las aguas negras.
El proyecto inicial se logró pero pronto pudo advertirse que en esta forma el beneficio solo lo recibirían quienes habían adquirido mayor número de acciones y esto se traducía en una desigual distribución del agua.
El mismo don Graciano comprendió que esa situación no debía continuar así, por esta razón disolvió la sociedad y en su lugar formó una cooperativa. Pronto se vieron los resultados, la nueva sociedad sujetó a todos los socios en igualdad de derechos y obligaciones bajo el régimen cooperativista lo que beneficio directamente a la clase desposeída de la población de Soledad Diez Gutiérrez. Esto promovió, desde luego las actividades agrícolas y ganaderas de ese lugar.
El abastecimiento del agua potable llegó a Soledad hasta el año de 1928, esto gracias a la disponibilidad del Gobernador del Estado general Saturnino Cedillo y a las gestiones de los diputados señores Rutilo Alamilla y Manuel Noyola.
A fines de noviembre de 1944 el Congreso del Estado dictó un decreto por el que ordenó que el poblado de “La Concepción” enclavado dentro de la municipalidad de Soledad Diez Gutiérrez cambiara de nombre y que en lo sucesivo debería de llevar el nombre de General Enrique Estrada.
Periódicamente, sufrió la Villa de Soledad frecuentes inundaciones que causaron gran destrucción y aún muertes, dejando la miseria y desolación en ese lugar, todavía se recuerda la terrible tormenta que ahí se abatió el 21 de junio de 1985 y las inundaciones sufridas en julio de 1976, septiembre de 1955, septiembre de 1933 y aun otras anteriores no menos catastróficas.
Estas calamidades le resultan desde la época colonial en cada ocasión en que se inundan los barrios de la ciudad de San Luis Potosí por el hecho de que Soledad ha sido derramadero de las aguas de la capital potosina por el cauce del llamado río de Santiago en que la mayor parte del tiempo es solo cauce seco y solo en temporadas de lluvias arrastra considerable caudal de agua.
El Congreso del Estado dictó su decreto del 18 de diciembre de 1988 por el cual se le cambió el nombre a ese municipio por el de Soledad de Graciano Sánchez, honrándose así la memoria de este personaje nativo de este lugar que mucho se distinguió por su constante lucha, durante toda su vida, en favor de la clase campesina de todo el país, el mismo decreto que se refiere ordenó elevar la categoría política de esa población que desde esa fecha tiene el título de ciudad.

## Demografía
La ciudad de Soledad de Graciano Sánchez cuenta según datos del XIV Censo General de Población y Vivienda del Instituto Nacional de Estadística y Geografía (INEGI) con una población en el año 2020 de 310 192 habitantes, representando un incremento de 55 177 habitantes respecto al censo de 2010.[cita requerida] Por su población es la 2.ª ciudad más poblada del estado de San Luis Potosí y la 55.ª ciudad más poblada de México.
| Gráfica de evolución demográfica de Soledad de Graciano Sánchez entre 1900 y 2020                 |
|                                                                                                   |
| Población de los censos del Instituto Nacional de Estadística y Geografía (INEGI) de 1900 a 2020. |

## Personas destacadas
En el municipio de Soledad de Graciano Sánchez han nacido algunos personajes notables, entre los que deben recordarse los siguientes:
Macedonio Castro (1855-1899)
Presbítero. Nació en Soledad de Graciano Sánchez, hizo todos sus estudios en San Luis Potosí, recibió el presbiteriado en 1873, escribió varias novenas, triduos y oraciones. Falleció en Soledad el 18 de febrero de 1899.
Luis Gonzaga Medellín (1897-1977)
Profesor. Nació en Soledad de Graciano Sánchez. Estudió la escuela primaria en esa población y después fue a la Escuela Normal de San Luis Potosí, dedicó su vida al magisterio en varios estados de la República, en 1976 fue honrado con la “Medalla Altamirano” por haber cumplido 50 años de servicio, murió en la ciudad de San Luis Potosí.
Graciano Sánchez Romo (1888-1957)
Profesor. Nació en Soledad de Graciano Sánchez. Incansable luchador social, Gobernador Interino en septiembre de 1924. Fundador de la liga de Comunidades Agrarias, falleció en la Ciudad de México el 13 de noviembre.
Fernando Zamarripa (1775-1822)
Presbítero. Nació en Soledad. Siguió la carrera eclesiástica y figuró como vicario en varias parroquias: San Miguel el Grande y Dolores, luchador social, figuró entre los conspiradores de la Insurgencia.
León Zavala (1795-1859)
Profesor. Nació el 11 de abril y falleció el 14 de marzo. Músico con reconocida capacidad en el ámbito nacional e internacional residente de los primeros pobladores de la Villa de la Soledad.

## Cronología de hechos históricos
1758 se le llamó Paraje y Puesto de los Ranchos de Nuestra Señora de la Soledad.
1766-1767 se producen tumultos, después el visitador Gálvez calma los ánimos mediante sentencias, horca, destierro y cadena perpetua.
1827 mediante el decreto n.º 60, fechado el 5 de octubre, el pueblo de Soledad de los Ranchos, fue ascendido a la categoría de Villa.
1910 se encendió la Revolución en todo el país; hubo hechos violentos en la capital del Estado, pero Soledad Diez Gutiérrez no sufrió ningún atropello.
1885 el general Carlos Diez Gutiérrez promovió para que el nombre de Villa de la Soledad se cambiara por “Soledad Diez Gutiérrez".
1914 las tropas del general Carrera Torres sostuvieron un combate contra los jefes federales huertistas Benjamín Argumedo y Antonio Rojas en la hacienda de la Tinaja.
1928 el abastecimiento del agua potable llegó a Soledad.
1988 se le cambió el nombre por el de “Soledad de Graciano Sánchez”, honrando así la memoria del nativo de este lugar quien se distinguió por su constante lucha, toda su vida, en favor de la clase campesina de todo el país.

## Medio físico
Localización
El municipio se encuentra localizado en la parte norte del estado, en la zona centro, la cabecera municipal tiene las siguientes coordenadas: 100° 56′ de longitud oeste y 22° 11′ de latitud norte, con una altura de 1850 metros sobre el nivel del mar. Sus límites son: al norte, Villa Hidalgo; al este, Armadillo de los Infante y Cerro de San Pedro; al sur y al oeste, San Luis Potosí. Su distancia aproximada a la capital del estado es de 8 kilómetros. 
Extensión
La superficie total del municipio es de 280.95 km², de acuerdo con el Sistema Integral de Información Geográfica y Estadística del INEGI del año 2000 y representa un 0.46% del territorio estatal.
Orografía
El municipio se encuentra prácticamente establecido en una planicie y solo se encuentran formaciones montañosas de poca consideración en la parte norte, formadas por los cerros Guapillas, Gordo y Santa Cruz, que varían en una altitud promedio de los 1900 metros sobre el nivel del mar.
Hidrografía
Los recursos acuíferos no son muy pródigos en el municipio, pues la existencia de cuerpos de aguas superficiales solo benefician en cierta manera a la parte este de su territorio, mismos que son de carácter intermitente, entre los más importantes se tienen el Arroyo La Morita, Arroyo Las Trancas y Las Canoas, además de contar con mantos de aguas subterráneas que han sido aprovechadas para el consumo agropecuario y doméstico, mediante la perforación de pozos.
Clima
Predomina en el municipio el clima seco templado, con una franja al suroeste de clima semiseco templado. La temperatura media anual es de 18.1 °C, la temperatura cálida comprende los meses de marzo a octubre y el período frío de noviembre a febrero. Su precipitación pluvial es de 362 mm.
| Parámetros climáticos promedio de Soledad de Graciano, San Luis Potosí (1850 msnm) normales 1991–2020 | Parámetros climáticos promedio de Soledad de Graciano, San Luis Potosí (1850 msnm) normales 1991–2020 | Parámetros climáticos promedio de Soledad de Graciano, San Luis Potosí (1850 msnm) normales 1991–2020 | Parámetros climáticos promedio de Soledad de Graciano, San Luis Potosí (1850 msnm) normales 1991–2020 | Parámetros climáticos promedio de Soledad de Graciano, San Luis Potosí (1850 msnm) normales 1991–2020 | Parámetros climáticos promedio de Soledad de Graciano, San Luis Potosí (1850 msnm) normales 1991–2020 | Parámetros climáticos promedio de Soledad de Graciano, San Luis Potosí (1850 msnm) normales 1991–2020 | Parámetros climáticos promedio de Soledad de Graciano, San Luis Potosí (1850 msnm) normales 1991–2020 | Parámetros climáticos promedio de Soledad de Graciano, San Luis Potosí (1850 msnm) normales 1991–2020 | Parámetros climáticos promedio de Soledad de Graciano, San Luis Potosí (1850 msnm) normales 1991–2020 | Parámetros climáticos promedio de Soledad de Graciano, San Luis Potosí (1850 msnm) normales 1991–2020 | Parámetros climáticos promedio de Soledad de Graciano, San Luis Potosí (1850 msnm) normales 1991–2020 | Parámetros climáticos promedio de Soledad de Graciano, San Luis Potosí (1850 msnm) normales 1991–2020 | Parámetros climáticos promedio de Soledad de Graciano, San Luis Potosí (1850 msnm) normales 1991–2020 |
| Mes                                                                                                   | Ene.                                                                                                  | Feb.                                                                                                  | Mar.                                                                                                  | Abr.                                                                                                  | May.                                                                                                  | Jun.                                                                                                  | Jul.                                                                                                  | Ago.                                                                                                  | Sep.                                                                                                  | Oct.                                                                                                  | Nov.                                                                                                  | Dic.                                                                                                  | Anual                                                                                                 |
| --- | --- | --- | --- | --- | --- | --- | --- | --- | --- | --- | --- | --- | --- |
| Temp. máx. abs. (°C)                                                                                  | 33 | 34 | 37 | 37 | 39 | 39 | 36 | 35 | 35 | 34 | 34 | 31 | 39 |
| Temp. máx. media (°C)                                                                                 | 21.6                                                                                                  | 24.4                                                                                                  | 27.2                                                                                                  | 29.5                                                                                                  | 30.7                                                                                                  | 29.3                                                                                                  | 27.6                                                                                                  | 27.8                                                                                                  | 26.2                                                                                                  | 25.2                                                                                                  | 23.8                                                                                                  | 22.2                                                                                                  | 26.3                                                                                                  |
| Temp. media (°C)                                                                                      | 12.7                                                                                                  | 14.8                                                                                                  | 17.1                                                                                                  | 19.6                                                                                                  | 21.4                                                                                                  | 21.5                                                                                                  | 20.4                                                                                                  | 20.4                                                                                                  | 19.5                                                                                                  | 17.5                                                                                                  | 15.3                                                                                                  | 13.3                                                                                                  | 17.8                                                                                                  |
| Temp. mín. media (°C)                                                                                 | 3.7                                                                                                   | 5.1                                                                                                   | 7.1                                                                                                   | 9.8                                                                                                   | 12.2                                                                                                  | 13.7                                                                                                  | 13.2                                                                                                  | 12.9                                                                                                  | 12.8                                                                                                  | 9.7                                                                                                   | 6.8                                                                                                   | 4.3                                                                                                   | 9.3                                                                                                   |
| Temp. mín. abs. (°C)                                                                                  | -7 | -3 | -6 | 1 | 5 | 8 | 7 | 6 | 4 | 0 | -5 | -8 | -8 |
| Precipitación total (mm)                                                                              | 14.7                                                                                                  | 10.3                                                                                                  | 7.9                                                                                                   | 16.3                                                                                                  | 30.8                                                                                                  | 53.3                                                                                                  | 60.3                                                                                                  | 40.8                                                                                                  | 59.7                                                                                                  | 27.2                                                                                                  | 13.5                                                                                                  | 20.7                                                                                                  | 355.5                                                                                                 |
| Días de precipitaciones (≥ 0.1 mm)                                                                    | 2.2                                                                                                   | 1.5                                                                                                   | 1.9                                                                                                   | 2.4                                                                                                   | 5.6                                                                                                   | 7.1                                                                                                   | 7.4                                                                                                   | 6.6                                                                                                   | 9.5                                                                                                   | 5.2                                                                                                   | 2.5                                                                                                   | 1.6                                                                                                   | 53.5                                                                                                  |
| Fuente: Servicio Meteorológico Nacional                                                               | | | | | | | | | | | | | |

## Principales ecosistemas
Flora
El área del municipio se encuentra cubierta por una población vegetal típica de las zonas templadas áridas, entre las que pueden encontrarse yuquas, mezquite, matorral espinoso, palmeras, nopaleras y pastizal.
Fauna
La fauna se caracteriza por las especies dominantes como: coyote, liebre, víbora, entre otros.
Características y uso del suelo
Casi en su totalidad el municipio se haya asentado en suelo aluvial, ausente de roca, únicamente al norte y noreste se encuentran pequeños afloramientos de caliza, así como reolita, basalto y toba. Predomina el tipo litosoleutrico al norte, noroeste; el xerosol háplico de textura media al oeste y sureste y el phaeozen lúvico y castañozem lúvico de textura media y pendientes planas menores al 8% al norte. Son suelos aptos para uso pecuario, el uso actual del suelo es agrícola con bajo rendimiento y pastoreo extensivo.

## Transporte
Transporte urbano
El municipio cuenta con el servicio de Transporte Urbano Colectivo, que se brinda de manera concesionada.
Es supervisado por la D.G.T.C.M. (Dirección General de Transporte Colectivo metropolitano) una dependencia de la S.C.T. del estado.
Las empresas que prestan el servicio en el municipio son principalmente:
Línea Soledad-San Luis 
Servicio Integrado de Transporte S.A. de C.V.
Línea Morales,
Línea Guadalupe,
entre otras.
Actualmente son 16 de las 35 rutas del servicio metropolitano las que atraviesan el municipio dando un total de 520 km de ruta aproximadamente, la mayoría de las rutas enlazan al municipio con la capital potosina.
Las cuales son:

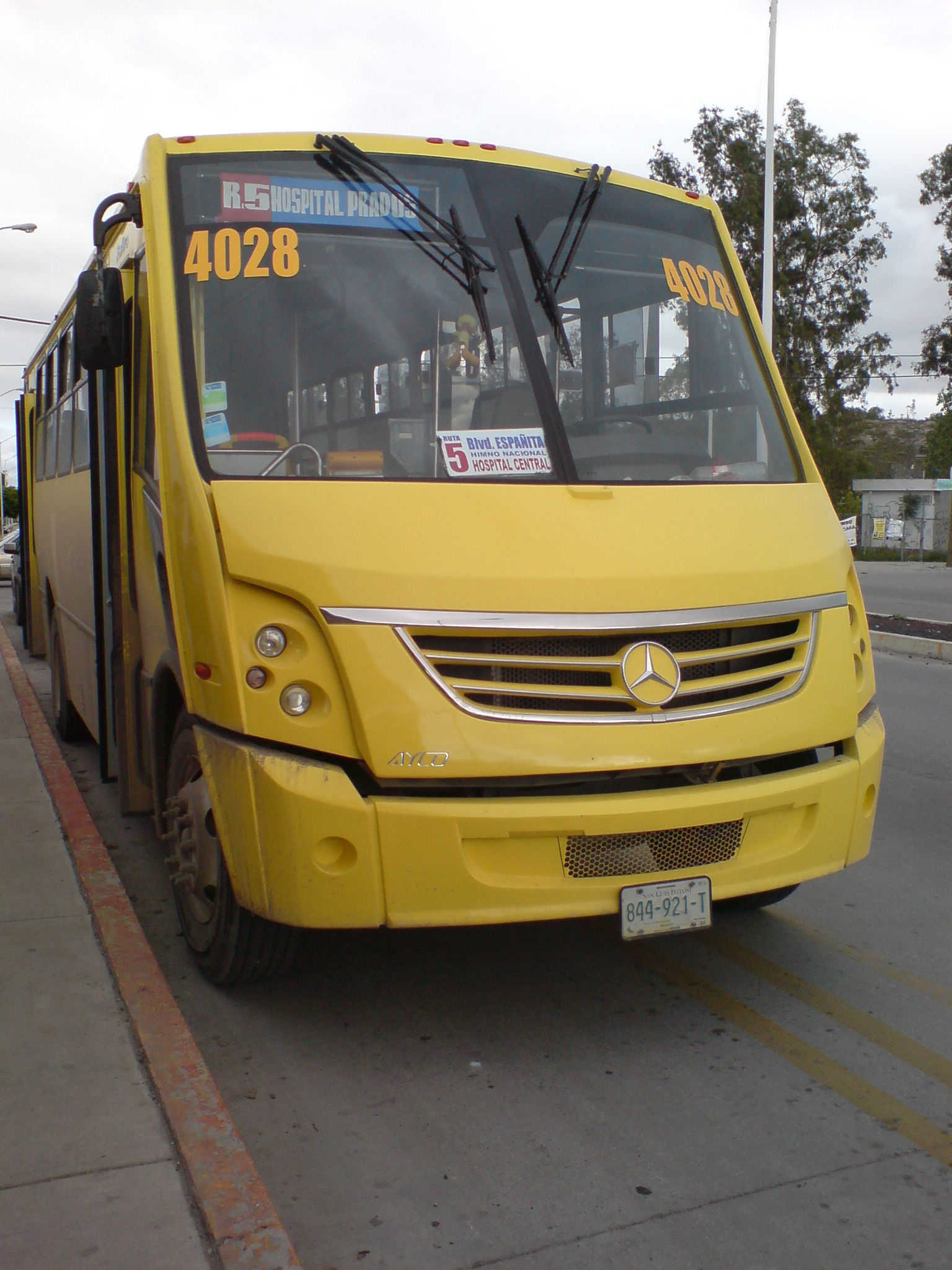

- Ruta 02 Av. Ferrocarril-H.Central-S. Nava Circuito Penélope 529 edificio 4

- Ruta 03 San Felipe-Cobach 26

- Ruta 04 Av. Juárez-Col. W-Jacarandas

- Ruta 09 Anillo-Abasto-Morales

- Ruta 11 Libertad-Cactus-Carr. Río Verde

- Ruta 12 Mercedes-Prados-B. Anaya

- Ruta 13 Mercedes-La Libertad-Gálvez-Carr. Río Verde-Alameda

- Ruta 14 Soledad-Polvorin-B. Anaya

- Ruta 15 V. Amador-Alameda-Santos Degollado-H. Central

- Ruta 16 San Felipe-Alameda-Soledad

- Ruta 18(Norte) Rivera-Pavón-Eje Vial-Alameda

- Ruta 20 La Virgen-Cobach 26

- Ruta 23-Lomas-Hogares Populares-Himalaya-Real Providencia Por mi casa

- Ruta 25 1.ª De Mayo-B. Anaya-Alameda

- Ruta 27 Cactus-B. Anaya-H. Central

- Ruta 33 Tec San Luis-Alameda-Santuario de Gpe-Soriana El Paseo.

Con un servicio rápido y a un costo moderado.

## Tradiciones
En Soledad de Graciano Sánchez, antes del 2013, la Feria era solo regional (FERESOL, Feria Regional Soledense), a partir del 2013 se cambia a Feria Nacional de la Enchilada, con una muestra gastronómica con las enchiladas más representativas de todo el suelo mexicano, siendo la enchilada